# Juan Marvezzi
Juan Andrés Marvezzi (ur. 16 listopada 1915, zm. 4 kwietnia 1971) – piłkarz argentyński, napastnik.
Urodzony w San Miguel de Tucumán Marvezzi karierę rozpoczął w 1934 roku w klubie Argentino Rosario, skąd przeszedł do Bella Vista Tucumán. W 1937 roku został graczem klubu CA Tigre.
Razem z Argentyną wygrał turniej Copa Juan Mignaburu 1940 – w wygranym aż 5:0 meczu z Urugwajem Marvezzi zdobył 2 bramki.
Jako piłkarz klubu Tigre wziął udział w turnieju Copa América 1941, gdzie Argentyna zdobyła tytuł mistrza Ameryki Południowej. Marvezzi zagrał w trzech meczach – z Peru, Ekwadorem (zdobył 5 bramek) i Urugwajem. Popis strzelecki w meczu z Ekwadorem dał mu tytuł króla strzelców całego turnieju.
W 1942 roku Marvezzi przeszedł na krótko do klubu Racing Club de Avellaneda, po czym w 1943 roku wrócił do Tigre. W klubie Tigre rozegrał łącznie 173 mecze i zdobył 116 bramek – jest najlepszym strzelcem w historii klubu.
W reprezentacji Argentyny w latach 1940–1942 Marvezzi rozegrał 9 meczów i zdobył 9 bramek.
Zmarł 4 kwietnia 1971 roku w Munro.